# Mercury-Atlas 10
La missione Mercury-Atlas 10 (MA-10) avrebbe dovuto essere una missione del programma Mercury della NASA programmata per l'ottobre 1963.

## Equipaggio
- Alan Shepard - Pilota

## Equipaggio di riserva
- Gordon Cooper - Pilota

## La missione
All'inizio del 1963 la NASA riteneva che tra l'ultima Mercury (la Mercury-Atlas 9) ed il primo volo con equipaggio del Programma Gemini sarebbero passati uno o due anni. Per evitare un così lungo stop venne pianificata una nuova missione. Vi erano ancora altri veicoli spaziali che potevano essere modificati per una missione di un giorno. Successivamente questo compito fu assegnato alla MA-9 mentre alla MA-10 venne assegnata una missione di due giorni. Alla fine il programma fu nuovamente modificato e la missione venne estesa a tre giorni. Alan Shepard fu scelto come pilota e chiamò la capsula Freedom 7-II.
L'11 maggio 1963, quando la Mercury 9 si apprestava a partire, la NASA annunciò che qualora la MA-9 fosse stata un successo, sarebbe stata l'ultimo volo di una Mercury.
 Il corpo astronauti della NASA fece pressioni sul presidente Kennedy chiedendo un ulteriore lancio. Kennedy rispose che la scelta doveva essere presa dai dirigenti NASA.
Il 12 giugno 1963 James E. Webb annunciò alla commissione sullo spazio del senato degli Stati Uniti d'America che il programma Mercury aveva raggiunto tutti i suoi obiettivi e che la NASA avrebbe dato la priorità al programma Gemini. Questo sancì la fine della possibile missione MA-10.
La NASA concluse il suo contratto con la McDonnell Aircraft il 13 giugno 1963. La Mercury-Atlas 10 (Freedom 7-II) venne riposta a Cape Canaveral e non volò mai. Alan Shepard fu proposto per la Gemini 3, ma fu tenuto a terra per un problema all'orecchio interno. Non volò più fino al 1971, quando andò sulla Luna con l'Apollo 14.